# Mai Világ (napilap)
Mai Világ – Kolozsvárt 1927-ben indult független politikai napilap. Felelős szerkesztője Karsay László, 1929-től Wojticzky-Kelemen Gyula. 1933-tól kezdve magába olvasztotta az Erdélyi Kurír, így 1940-ig élt tovább.